# Poa huancavelicae
Poa huancavelicae là một loài cỏ trong họ hòa thảo, thuộc chi poa.